# 米勒斯牧場 (加利福尼亞州蒙特雷縣)
米勒斯牧場（英語：Millers Ranch）是位於美國加利福尼亞州蒙特雷縣的一個非建制地區。該地的面積和人口皆未知。

## 地理
米勒斯牧場的座標為36°15′07″N 121°25′48″W / 36.25194°N 121.43000°W，而該地的平均海拔高度為190米（即623英尺）。